# La Madeleine-de-Nonancourt
La Madeleine-de-Nonancourt ist eine französische Gemeinde mit 1.160 Einwohnern (Stand: 1. Januar 2022) im Département Eure in der Region Normandie. Sie gehört zum Arrondissement Évreux und zum Kanton Verneuil d’Avre et d’Iton.

## Geographie
La Madeleine-de-Nonancourt liegt etwa 28 Kilometer südlich von Évreux. Umgeben wird La Madeleine-de-Nonancourt von den Nachbargemeinden Marcilly-la-Campagne im Nordwesten und Norden, Illiers-l’Évêque im Norden und Nordosten, Courdemanche im Nordosten und Osten, Saint-Germain-sur-Avre im Osten, Saint-Rémy-sur-Avre im Süden, Nonancourt im Süden und Südwesten sowie Droisy im Westen.
Durch die Gemeinde führen die Route nationale 12 und die Route nationale 154.

## Bevölkerungsentwicklung
| Jahr                       | 1962 | 1968 | 1975 | 1982 | 1990 | 1999 | 2009 | 2019 |
| Einwohner                  | 722  | 662  | 762  | 952  | 1150 | 1163 | 1204 | 1143 |
| Quellen: Cassini und INSEE |      |      |      |      |      |      |      |      |

## Sehenswürdigkeiten
- Kirche Sainte-Madeleine aus dem 15. Jahrhundert

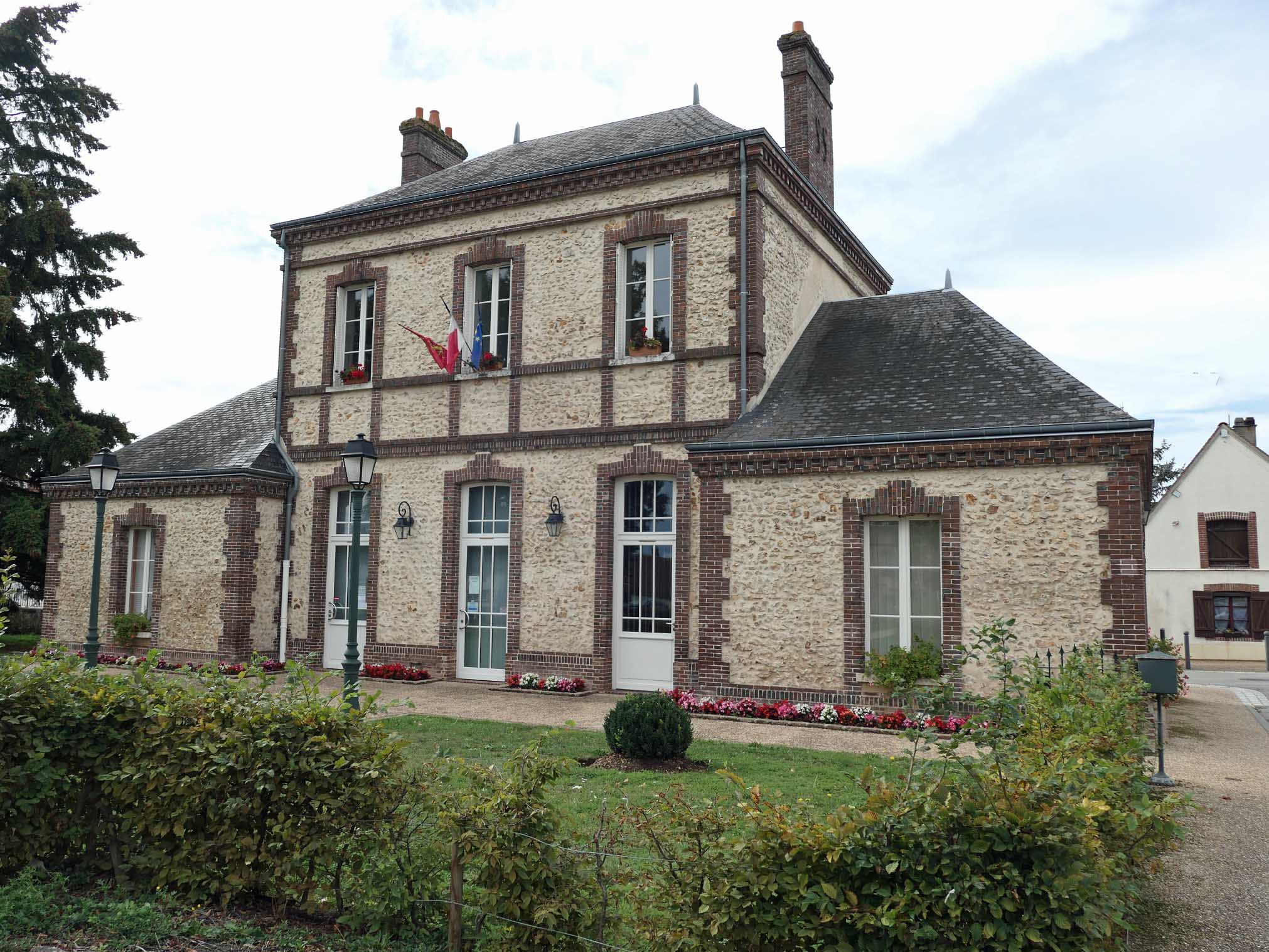
Rathaus (Mairie)
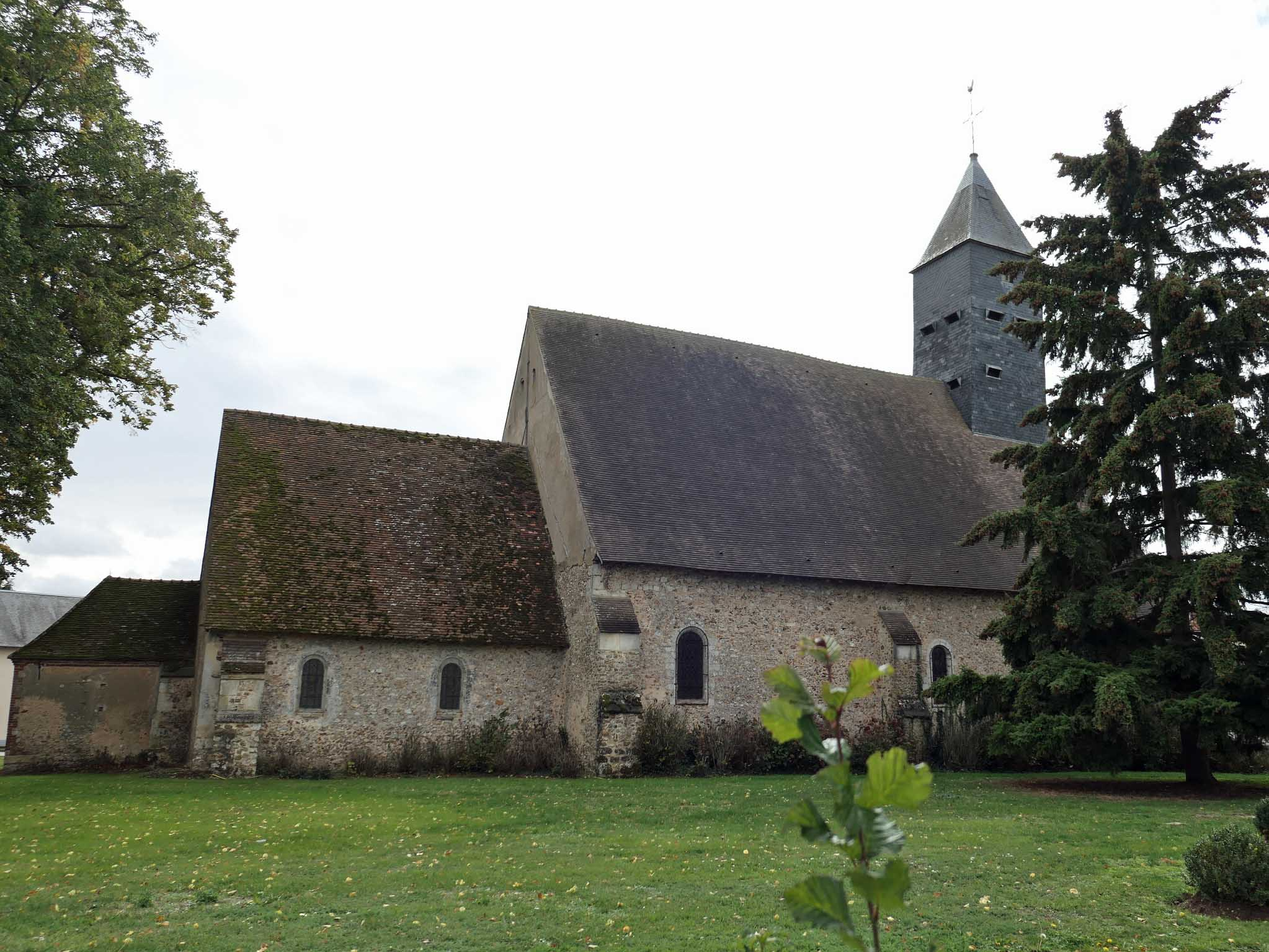
Kirche Sainte-Madeleine